# Flughafen Jiuzhai-Huanglong

i7
i11
i13
Der Flughafen Jiuzhai-Huanglong (chinesisch 九寨溝機場, englisch Jiuzhaigou Airport oderJiuzhaigou Huanglong Airport, IATA-Code: JZH, ICAO-Code: ZUJZ) ist ein Regionalflughafen in der Provinz Sichuan der Volksrepublik China und wurde im Jahr 2003 eröffnet. In 3.448 Metern Höhe gelegen, gilt er nach den Flughäfen Qamdo und Lhasa als dritthöchstgelegener Flughafen Chinas. 
Bereits im Jahr 2005 wurden über eine Million Passagiere abgefertigt, so dass im Juni 2006 die zweite Ausbaustufe des Flughafens vorangetrieben und im Jahr 2007 fertiggestellt wurde. Im Jahr 2011 wurde die dritte Ausbaustufe fertiggestellt und damit auf eine jährliche Kapazität von maximal 3 Millionen Passagiere erweitert. Der Bau des Flughafens ermöglicht die touristische Erschließung der nahegelegenen Naturschutzgebiete Jiuzhaigou und Huanglong, die zum UNESCO-Weltnaturerbe gehören.
Der Flughafen wird regelmäßig von Air China, China Eastern Airlines, China Southern Airlines und Sichuan Airlines angeflogen. Hinzu kommen saisonbedingte Charterflüge von Chengdu Airlines, Shenzhen Airlines, Hainan Airlines und weiteren chinesischen Fluggesellschaften.

## Verkehrsanbindung
Wegen der isolierten Lage des Flugplatzes gibt es keine öffentlichen Verkehrsmittel. Shuttle-Mini-Busse und Taxen warten bei Ankunft der Flugzeuge am Terminal auf die Passagiere und fahren dann die Nationalparks an. 